# Bernhard Marschall
Bernhard Marschall (* 25. Dezember 1888 in Steele an der Ruhr; † 22. Juni 1963 in Köln-Lindenthal) war ein katholischer Pfarrer und Rundfunkreferent der katholischen Kirche.

## Leben
Er wurde als Sohne eines Bergmannes geboren und besuchte die Volksschule und das Gymnasium. Das Studium der Theologie, der Philosophie und Kunstgeschichte absolvierte er an der Universität Bonn.

## Wirken
Die Priesterweihe erhielt er 1913 und war in Wuppertal-Elberfeld bis 1918 als Kaplan tätig. Es folgte von 1918 bis 1930 eine Abstellung als Religionslehrer an einer Knabenschule in Köln. In den Jahren 1926 bis zum Verbot im Jahre 1938 war er Direktor des Zentralbildungsausschusses der katholischen Verbände Deutschlands in Köln.
Bernhard Marschall war von 1934 bis 1962 katholischer Pfarrer in Gruiten. Im Jahre 1945 konnte er den damaligen deutschen Bataillonsführer Oberleutnant Johannes Baczewski zur kampflosen Übergabe des Dorfes an die Amerikaner überreden. Die Zerstörung des Dorfes und starke Verluste der Zivilbevölkerung konnten so vermieden werden.
Am 1. März 1953 erhielt er die Ehrenbürgerwürde der Gemeinde Gruiten sowie im selben Jahr das Bundesverdienstkreuz 1. Klasse.
Marschall war ab 1928 katholischer Rundfunkreferent des Nordwestdeutschen Rundfunks (NWDR) und hielt dort Morgenansprachen. Zudem war er Herausgeber der Zeitschrift Volksbildungsarbeit und Mitherausgeber der Zeitschrift Volkstum und Volksbildung.

## Auszeichnungen
- Päpstlicher Geheimkämmerer (Ernennung am 9. Februar 1933)
- Päpstlicher Hausprälat (Ernennung 1948)
- Ehrenbürger der Gemeinde Gruiten (Verleihung am 1. März 1953)
- Bundesverdienstkreuz 1. Klasse (Verleihung 1953)
- Ehrenpräsident auf Lebenszeit des Internationalen Katholischen Rundfunkbüros (IKR) (Ernennung 1938)
- Ehrenvorsitzender der Katholischen Rundfunkarbeit Deutschlands (KRD) (Ernennung 1954)
- Ehrendomherr an der Hohen Domkirche zu Köln (Ernennung am 6. April 1959)